# Петров, Алексей Иванович (Герой Советского Союза, 1921)
Алексе́й Ива́нович Петро́в (21 мая 1921, д. Филатова Гора, Псковская губерния — 24 апреля 2015, Москва) — командир взвода 486-го стрелкового полка 177-й стрелковой дивизии 23-й армии Ленинградского фронта, лейтенант, Герой Советского Союза.

## Биография
Родился в крестьянской семье. Русский. Окончил сельскохозяйственный техникум в посёлке Кресты (в черте Пскова). Работал агрономом.
В Красной Армии с 1940 года. Окончил Энгельсское пулемётное училище и Мелитопольскую военную авиационную школу стрелков-бомбардиров. На фронтах Великой Отечественной войны с апреля 1944 года.
Отличился при проведении Выборгской операции на Карельском перешейке летом 1944 года. В середине июня 1944 года под сильным огнём противника взвод лейтенанта А. И. Петрова первым форсировал реку Салменкайта. Высадившись на противоположный берег, воины уничтожили гарнизон дота, из которого противник вёл пулемётный огонь по переправе. Взвод закрепился на захваченном плацдарме. За шесть часов советские воины отразили четыре контратаки противника и нанесли врагу значительный урон. В пятую контратаку было брошено до батальона пехоты при поддержке артиллерии и миномётов. Взвод оказался в окружении. А. И. Петров вызвал на себя огонь советской артиллерии, и противник был отброшен, что обеспечило подразделениям полка успешное форсирование реки.
Указом Президиума Верховного Совета СССР от 24 марта 1945 года за мужество и героизм, проявленные в боях с немецко-фашистскими захватчиками, лейтенанту Петрову Алексею Ивановичу присвоено звание Героя Советского Союза с вручением ордена Ленина и медали «Золотая Звезда» (№ 7609).
После войны продолжал службу в армии. В 1948 году окончил Курсы усовершенствования офицерского состава, в 1956 году — Военную академию имени М. В. Фрунзе. Служил в Южной группе войск в Венгрии, Закавказском и Белорусском военных округах. Преподавал в Военной академии имени М. В. Фрунзе. В 1976 году в звании полковника вышел в запас. Работал старшим преподавателем в Университете дружбы народов. Жил в Москве.